# Moréac
Moréac (bretonisch: Mourieg) ist eine französische Gemeinde mit 3692 Einwohnern (Stand 1. Januar 2022) im Département Morbihan in der Region Bretagne.

## Geographie
Moréac liegt im südlichen Teil des Zentrums der Bretagne und gehört zum Pays de Pontivy.
Nachbargemeinden sind Évellys im Westen und Norden, Réguiny im Norden, Radenac im Osten, Saint-Allouestre im Südosten, Bignan und Locminé im Süden sowie Plumelin im Südwesten.
Durch den westlichen Teil der Gemeinde führt die D767 von Guingamp nach Vannes, im Südteil durchquert die N 24 von Lorient nach Vannes Moréac. Der nächstgelegene Teilanschluss ist bei la Maison Brulée, der nächste Vollanschluss nördlich von Locminé.
Der Fluss Ével bildet teilweise die nördliche Gemeindegrenze. Weitere bedeutende Gewässer sind der Fluss Tarun, der Teich Étang de Réguiny (teilweise auf Gemeindegebiet) sowie die Bäche Kermeno, Kerropert, Moulin du Fou und Pont Cassac. Diese bilden teilweise die Gemeindegrenze. Zudem gibt es zahlreiche kleinere Teiche auf dem Gemeindegebiet. Nur ein geringer Teil des Gemeindeareals ist von Waldgebieten bedeckt.

## Bevölkerungsentwicklung
| Jahr      | 1962 | 1968 | 1975 | 1982 | 1990 | 1999 | 2006 | 2019 |
| --------- | ---- | ---- | ---- | ---- | ---- | ---- | ---- | ---- |
| Einwohner | 2733 | 2593 | 2662 | 2766 | 2920 | 2893 | 3395 | 3733 |

## Geschichte
Die Endung -ac ist ein typisches Merkmal gallo-römischer Siedlungen. Im Mittelalter gehörte der Ort bis 1274 den Herren von Lanvaux. Von da an bestimmte die Familie de Rohan jahrhundertelang die Geschicke von Moréac. In deren Namen wurde die Gemeinde durch die adlige Familie de Kermeno verwaltet. Die Gemeinde gehört historisch zur bretonischen Region Bro-Gwened (frz. Vannetais) und innerhalb dieser Region zum Gebiet Bro Baod (frz. Pays de Baud) und teilt dessen Geschichte. Seit 1793 ist sie dem Kanton Lominé zugeteilt.

## Sehenswürdigkeiten
Siehe auch: Liste der Monuments historiques in Moréac
Zu den örtlichen Sehenswürdigkeiten gehören:
- Kirche Saint-Cyr von 1730–1749
- Kapelle Saint-Jean-Baptiste in Lojean aus dem Jahr 1627
- Kapelle Saint-Esprit in Le Faouët d’En Haut aus dem Jahr 1644
- Kapelle Saint-Ivy in Saint Ivy aus den Jahren 1887/1888
- Calvaires bei der Kirche, in der Rue du Bourgneuf und in Croëz-er-liz (alle 16. Jahrhundert)
- mehrere (Weg-)Kreuze

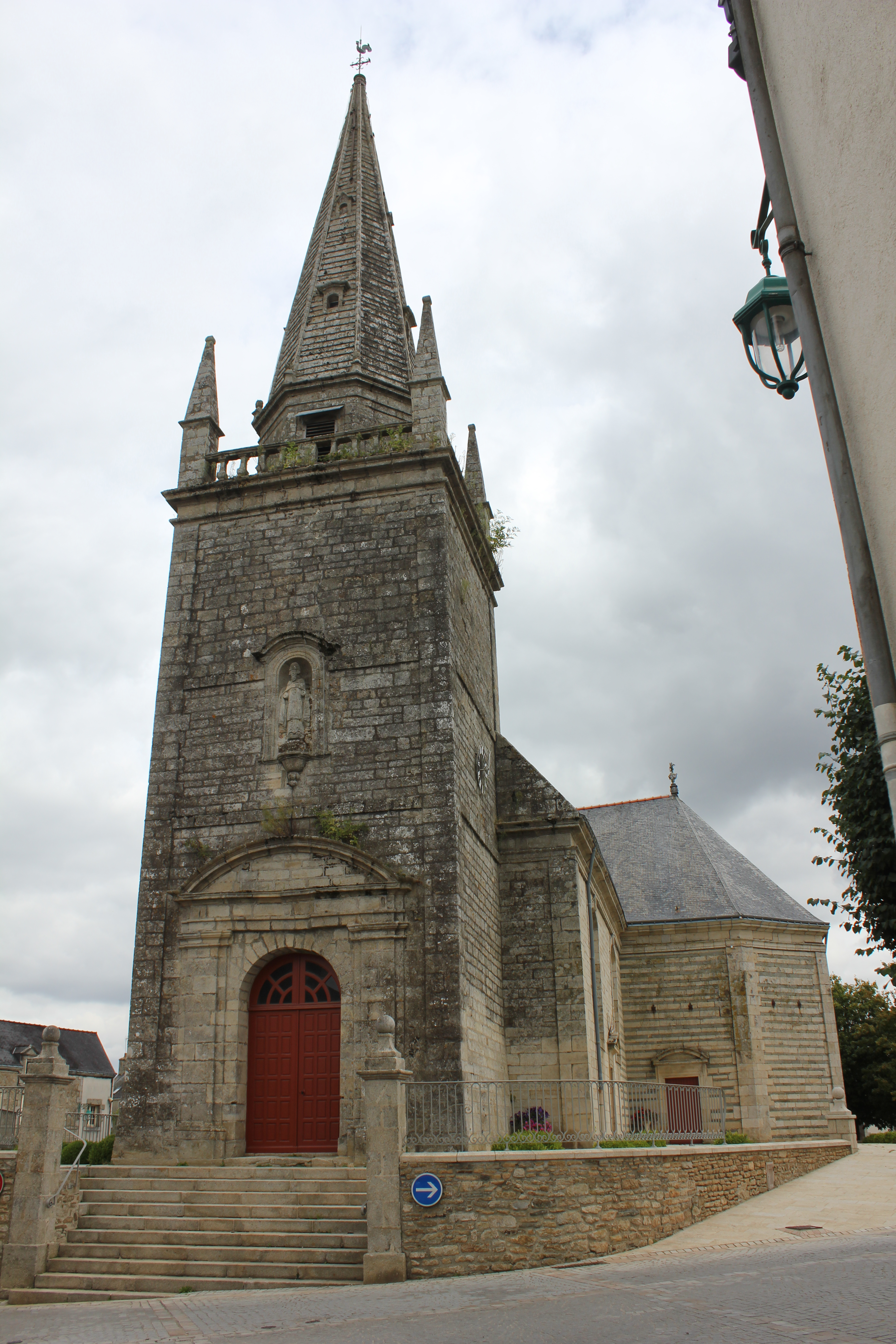
Kirche Saint-Cyr
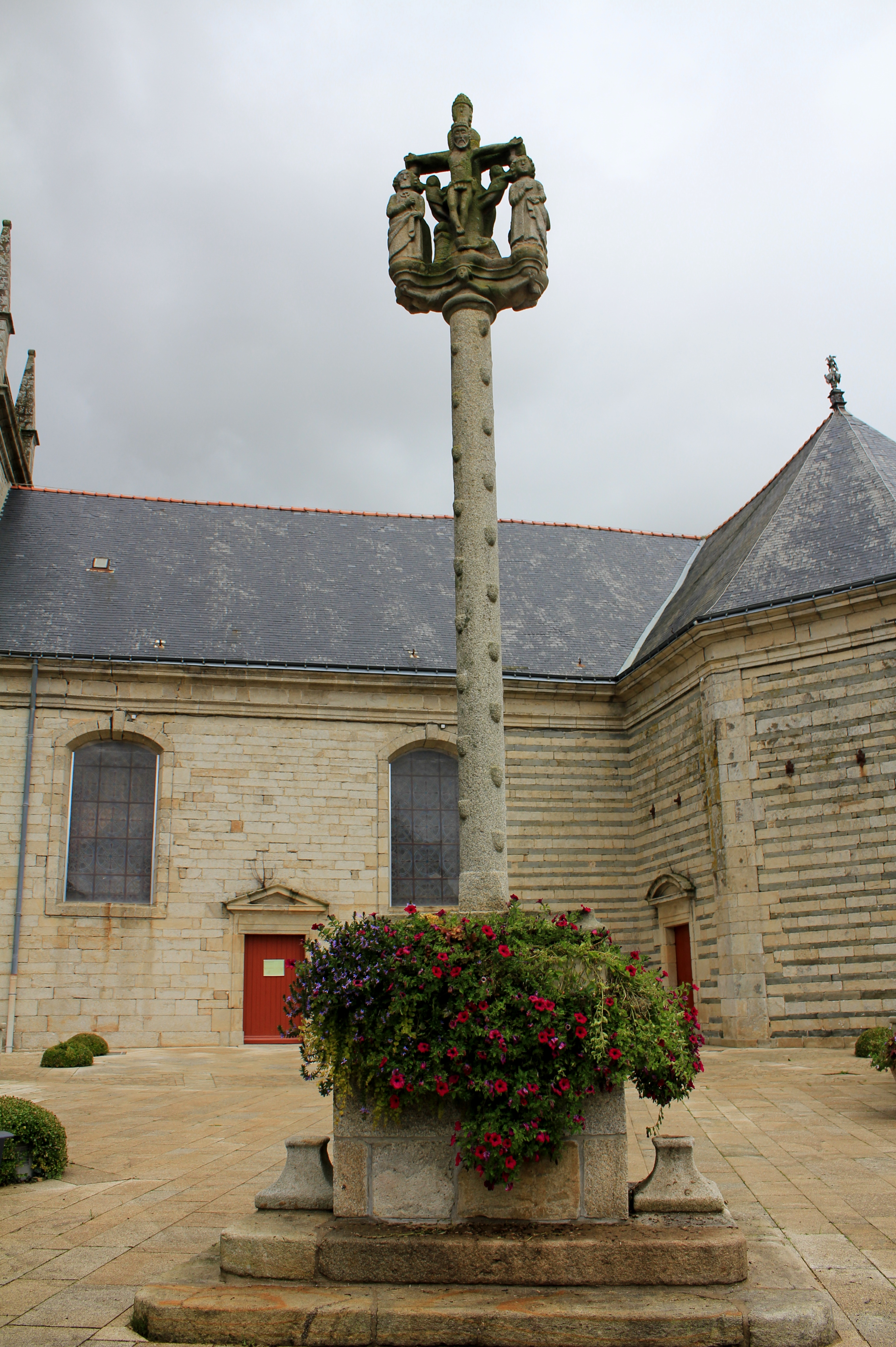
Calvaire an der Kirche Saint-Cyr